# 三浦丘陵

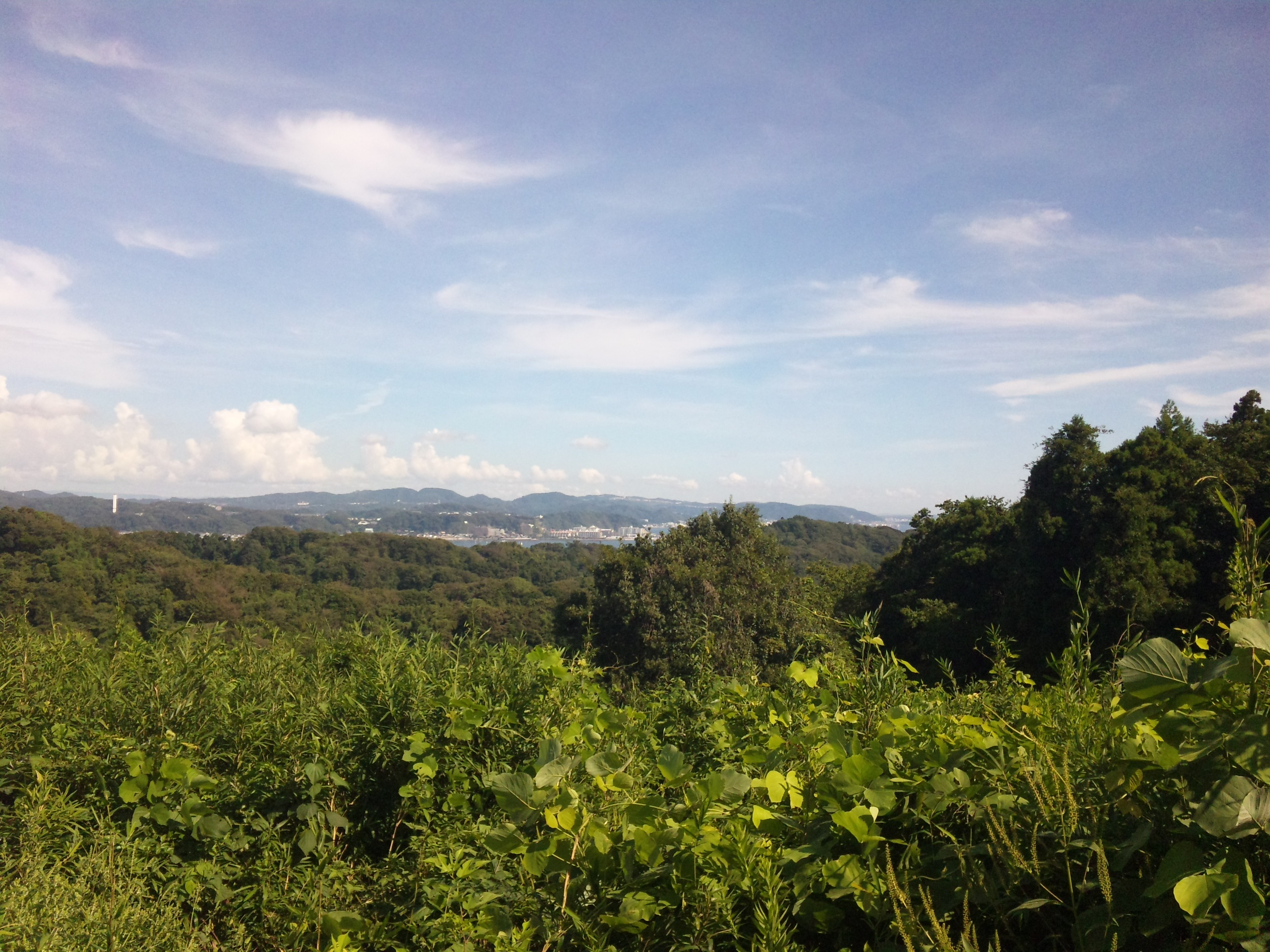
鎌倉山から見た、二子山、大楠山方面

三浦丘陵（みうらきゅうりょう）は、三浦半島を南北に連なる丘陵である。北側で多摩丘陵と地形的につながっている。最高標高は241メートル（大楠山）と低く、東京・横浜方面からは横須賀線や京急各線を利用して手軽に登ることができるハイキングコースとなっている。
三浦半島は全体的に平地が少ないため、ベッドタウン化の進行により1960 - 1980年代に宅地開発が進められた。そのため開発余地が無くなってきており、現在では周辺地域の人口が頭打ちとなっている。

## 主な山
（北から順に表示する）
- 円海山 : 153メートル
- 大丸山 : 156メートル - 横浜市の最高峰
- 六国見山 : 147メートル
- 鷹取山 : 139メートル
- 二子山 : 208メートル
- 仙元山 : 118メートル
- 大楠山 : 241メートル - 三浦半島の最高峰
- 衣笠山 : 134メートル
- 武山 : 206.1メートル
- 三浦富士 : 183メート
- 岩堂山 : 82メートル

## 関係する自治体
- 横浜市
- 鎌倉市
- 逗子市
- 葉山町
- 横須賀市
- 三浦市